# Euprosopia bilineata
Euprosopia bilineata är en tvåvingeart som beskrevs av de Meijere 1906. Euprosopia bilineata ingår i släktet Euprosopia och familjen bredmunsflugor. Inga underarter finns listade i Catalogue of Life.